# Gotha G.I
Gotha G.I – niemiecki ciężki samolot bombowy z okresu I wojny światowej.

## Historia rozwoju
Pod koniec 1914 roku Oskar Ursinus rozpoczął projektowanie nowej konstrukcji wodnosamolotu. Projektu nie dokończył ponieważ w lecie tego samego roku został wcielony do wojska (Armia Cesarstwa Niemieckiego), gdzie przeprojektował swój samolot na bombowy. Ze względu na to że pierwotnie miał służyć jako wodnosamolot posiadał specyficzną konstrukcje: miał wysoko osadzony kadłub połączony z górnym skrzydłem dzięki czemu załoga samolotu miała bardzo dobry widok.
Prototyp oblatany został w styczniu 1915 roku, jednak charakteryzował się trudną obsługą i słabą mocą silnika. Mimo tego Gothaer Waggonfabrik wykupił licencje na produkcje seryjną. Zanim jednak rozpoczęła się produkcja przerobiono i uproszczono konstrukcje, a seryjna produkcja ruszyła w lipcu 1915 roku. Do końca tego roku wyprodukowano ok. 20 sztuk.

## Historia operacyjna
Podczas I wojny światowej użyto małej liczby tych samolotów które były wykorzystywane głównie do patroli, rozpoznania jednak rzadko do bombardowania. Już gdy dotarł na front był łatwym łupem dla nowocześniejszych myśliwców wroga.

## Użytkownicy
- Cesarstwo Niemieckie